# Tytthoscincus
Tytthoscincus es un género de escincomorfos perteneciente a la familia Scincidae. Se distribuyen por el Sudeste Asiático y las Célebes.

## Especies
Se reconocen las 17 siguientes según The Reptile Database:
- Tytthoscincus aesculeticola (Inger, Lian, Lakim & Yambun, 2001)
- Tytthoscincus atrigularis (Stejneger, 1908)
- Tytthoscincus batupanggah (Karin, Das & Bauer, 2016)
- Tytthoscincus biparietalis (Taylor, 1918)
- Tytthoscincus bukitensis (Grismer, 2007)
- Tytthoscincus butleri (Boulenger, 1912)
- Tytthoscincus hallieri (Lidth De Jeude, 1905)
- Tytthoscincus ishaki (Grismer, 2006)
- Tytthoscincus langkawiensis (Grismer, 2008)
- Tytthoscincus leproauricularis (Karin, Das & Bauer, 2016)
- Tytthoscincus panchorensis Grismer, Muin, Wood Jr, Anuar & Linkem, 2016
- Tytthoscincus parvus (Boulenger, 1897)
- Tytthoscincus perhentianensis (Grismer, Wood & Grismer, 2009)
- Tytthoscincus sibuensis (Grismer, 2006)
- Tytthoscincus temengorensis (Grismer, Ahmad & Onn, 2009)
- Tytthoscincus temmincki (Duméril & Bibron, 1839)
- Tytthoscincus textus (Müller, 1894)